# Poesia solare
Poesia solare è il primo cortometraggio di Carlo Verdone e venne girato nel 1969. Insieme ai due cortometraggi successivi, Allegoria di primavera (1971) ed Elegia notturna (1973), Poesia solare è stato smarrito negli archivi Rai dopo che il regista romano aveva affidato le pellicole all'emittente nazionale per uno speciale a lui dedicato.

## Trama
È un poemetto visivo ispirato dall'ascolto dell'album Ummagumma dei Pink Floyd. In Poesia Solare vengono ripresi oggetti, dettagli umani, animali, deformati sotto la luce del sole. La deformazione viene ottenuta tramite una lente aggiunta, un macro zoom applicato alla Bolex. Oltre a Ummagumma, ad accompagnare il cortometraggio c'è la musica di Iannis Xenakis, musicista sperimentatore greco.

## Produzione
Il cortometraggio venne girato con una cinepresa Bolex Paillard Super8 millimetri vendutagli da Isabella Rossellini per una cifra pari a 80.000 lire. Carlo Verdone inizia a frequentare il Filmstudio di Roma dove assiste alle proiezioni di molti registi underground statunitensi ed inglesi. 
Ecco le parole del regista sul cineclub:
Il fratello Luca fu il primo, in casa Verdone, a cimentarsi con la regia documentaristica ma, grazie all'ambiente stimolante del cineclub romano, Carlo Verdone incominciò a coltivare l'idea di girare un vero e proprio cortometraggio che traesse spunto e ispirazione dei grandi del cinema indipendente americano. Pellicole dove non c'erano né dialoghi né una trama precisa. Autori come Kenneth Anger o Ultra Violet o Gregory Markopoulos formarono profondamente il gusto estetico del giovane Verdone. Proprio quest'ultimo, che risiedeva a Roma negli anni '70, venne invitato a casa del regista romano per visionare Poesia Solare.